# Мађарска на Зимским олимпијским играма 1984.
Мађарска је учествовала на Зимским олимпијским играма које су одржане 1984. године у Сарајеву, Југославија. Ово је било четрнаесто учешће мађарских спортиста на зимским олимпијадама. Мађарски спортисти на овој олимпијади нису освојили ниједну олимпијску медаљу, нити олимпијски бод.
На свечаном отварању игара заставу Мађарске је носио Габор Мајер. На ову смотру Мађарска је послала 9 такмичара (седам мушких такмичара и две женске такмичарке) који су се такмичили у четири спорта и осам спортских дисциплина.

## Резултати по спортовима
У табели је приказан успех мађарских спортиста на олимпијади. У загради иза назива спорта је број учесника
Са појачаним бројевима је означен најбољи резултат.
Принцип рачунања олимпијских поена: 1. место – 7 поена, 2. место – 5 поена, 3. место – 4 поена, 4. место – 3 поена, 5. место – 2 поена, 6. место – 1 поен.

| Спортска дисциплина   | Освојено место | Освојено место | Освојено место | Освојено место | Освојено место | Освојено место | Олимпијски поени | Такмичари | Такмичари | Такмичари |
| Спортска дисциплина   |                |                |                | 4.             | 5.             | 6.             | Олимпијски поени | Мушки     | Женске    | Укупно    |
| Алпско скијање (2)    | 0              | 0              | 0              | 0              | 0              | 0              | 0                | 1         | 0         | 1         |
| Брзо клизање (2)      | 0              | 0              | 0              | 0              | 0              | 0              | 0                | 0         | 1         | 1         |
| Уметничко клизање (1) | 0              | 0              | 0              | 0              | 0              | 0              | 0                | 1         | 1         | 2         |
| Биатлон (3)           | 0              | 0              | 0              | 0              | 0              | 0              | 0                | 5         | 0         | 5         |
|                       |                |                |                |                |                |                |                  |           |           |           |
| Укупно                | 0              | 0              | 0              | 0              | 0              | 0              | 0                | 7         | 2         | 9         |

## Скијање

### Алпско скијање
Мушки
| Дисциплина        | Скијаш      | Резултат | Позиција |
| ----------------- | ----------- | -------- | -------- |
| Слалом, мушки     | Петер Козма | 1:54,38  | 18.      |
| Велеслалом, мушки | Петер Козма | одустао  | одустао  |

## Брзо клизање
Жене
| Дисциплина    | Име          | Резултат | Позиција |
| ------------- | ------------ | -------- | -------- |
| 500 m, жене   | Емеше Хуњади | 43,7     | 19.      |
| 1.000 m, жене | Емеше Хуњади | 1:29,3   | 30.      |

## Уметничко клизање
Плесни парови
| Дисциплина    | Пар                  | Резултат | Позиција |
| ------------- | -------------------- | -------- | -------- |
| Плесни парови | Клара Енги Атила Тот | 33,0     | 16.      |

## Биатлон
Мушки, Биатлон
| Дисциплина             | Скијаш                                            | Резултат             | Позиција             |
| ---------------------- | ------------------------------------------------- | -------------------- | -------------------- |
| Биатлон 10 km, мушки   | Жолт Ковач                                        | 34:23,9 (1)          | 33.                  |
| Биатлон 10 km, мушки   | Јожеф Лихи                                        | 40:25,0 (6)          | 58.                  |
| Биатлон 10 km, мушки   | Габор Мајер                                       | 34:56,3 (4)          | 37.                  |
| Биатлон 20 km, мушки   | Жолт Ковач                                        | 1:26:18,7 (7)        | 45.                  |
| Биатлон 20 km, мушки   | Ласло Палачик                                     | одустао због повреде | одустао због повреде |
| Биатлон 20 km, мушки   | Јанош Шпишак                                      | 1:28:06,9 (8)        | 51.                  |
| 4 x 7,5 штафета, мушки | Јанош Шпишак Габор Мајер Ласло Палачик Жолт Ковач | 1:48:40,0 (3)        | 14.                  |